# Фрэйзер, Ян
Ян Фрэйзер (англ. Ian Frazier; род. 1951) — американский писатель-юморист, автор научно-популярных книг «Великие равнины» (1989) и «Путешествия по Сибири» (2010). В настоящее время работает в еженедельном журнале The New Yorker, где известен под псевдонимом Сэнди.

## Биография
Родился в Кливленде, штат Огайо, детство провёл в маленьком городке Хадсон. Отец — химик Дэвид Фрэйзер, рабочий нефтяной компании Sohio. Мать, Пэгги — учительница и актёр-любитель, режиссёр театральных постановок. В 1969 году Ян окончил Западную резервную академию, а ещё через четыре года — Гарвардсккий университет. В 1977 году начинает работу в еженедельнике The New Yorker.

### Писательская карьера
В 1986 году издаёт свой первый юмористический сборник «Знакомство с твоей мамой». Критик The New York Times Джеймс Горман оценивает его как «один из лучших сборников юмора из когда-либо изданных». В 1998 году перевёл на английский язык сборник произведений Даниила Хармса «Случаи: рассказы и стихотворения». 
Работая в The New Yorker, в 1990 году пишет для еженедельника юмористическое эссе «Койот против Acme» (англ. Coyote v. Acme) о персонаже мультсериала Looney Tunes, Вайли Койоте, подающего в суд на компанию Acme. В следующем году Фрэйзер получил за неё Премию Тёрбера — престижную награду в области американского юмора. Джеймс Горман называет противостояние койота с корпорацией-монополистом поводом для «неудержимого смеха читателя». В 2018 году компания Warner Bros. объявила о подготовке к съёмкам одноимённого фильма по мотивам рассказа Фрэйзера.
8 апреля 2021 года награждён ежегодной стипендией Гуггенхайма за вклад в области документальной литературы. 

## Личная жизнь
Ян Фрейзер женат на американской писательнице Жаклин Кэри. У супругов двое детей — Кора и Томас, также занимающиеся писательской деятельностью. На данный момент семья проживает в Нью-Джерси.

## Награды
- 1989 — Премия Уайтинга («Великие равнины»)
- 1997 — Премия Тёрбера («Койот против Acme»)[4]
- 2009 — Премия Тёрбера («Плач отца»)[4][14]

### Юмор
- «Знакомство с твоей мамой» (1986)
- «Койот против Acme» (1990)
- «Плач отца» (2000)
- "Рассмеши меня: сборник смешных современных сочинений (плюс кое-какие старые добрые вещи) (2010)
- «Книга дней проклятой мамы» (2012)

### Научная литература
- «Нет никого лучше, лучше, чем никто» (1987)
- «Великие равнины» (1989)
- «Семья» (1994)
- «В резервации» (2000)
- «Рыбий взгляд: эссе о рыбалке на открытом воздухе» (2002)
- «Уехал в Нью-Йорк: приключения в городе» (2005)
- «Путешествия в Сибирь» (2010)
- «Дикие кабаны: отдельные отчетные части» (2016)
- «Гидроразрыв черепа» (2021)

### Переводы
- Даниил Хармс. «Случаи» (1998)